# Liste der denkmalgeschützten Objekte in Teesdorf
Die Liste der denkmalgeschützten Objekte in Teesdorf enthält die denkmalgeschützten, unbeweglichen Objekte der Gemeinde Teesdorf im niederösterreichischen Bezirk Baden.

## Denkmäler
| Foto |                 | Denkmal                                                                  | Standort                                | Beschreibung | Metadaten |
| ---- | --------------- | ------------------------------------------------------------------------ | --------------------------------------- | --- | --- |
| ja   | Datei hochladen | Fabriksgebäude, ehem. Baumwollspinnerei HERIS-ID: 65444 Objekt-ID: 78272 | Spinnerei A Standort KG: Teesdorf       | Die Fabrik wurde 1803 von den Freiherrn von Puthon gegründet, die Spinnerei mit Wasserturm 1908–1910 als Stahlbetonskelettbau von Bruno Bauer errichtet.                  | BDA-Hist.: Q1750962 Status: Bescheid Stand der BDA-Liste: 2025-06-30 Name: Fabriksgebäude, ehem. Baumwollspinnerei GstNr.: 163/2 Spinnerei Teesdorf |
| ja   | Datei hochladen | Evang. Kirche A. und H.B. HERIS-ID: 59462 Objekt-ID: 70772               | bei Schulstraße 5 Standort KG: Teesdorf | Erbaut 1858, schlichtes spätklassizistisches Haus mit spitzhelmigem Risalitturm. Heute keine Pfarre mehr, Predigtstation der Kirchengemeinde Bad Vöslau (Christuskirche). | BDA-Hist.: Q38087377 Status: § 2a Stand der BDA-Liste: 2025-06-30 Name: Evangelische Kirche GstNr.: 120 Evangelische Kirche Teesdorf                |